# معركة فخ
موقعة فخ أو معركة فخ معركة وقعت بتاريخ (8 ذو الحجة 169 هـ - 11 يونيو 786م) بالقرب من مكة بمكان يسمى فخ. حدثت المعركة بين الجيش العباسي في مواجهة ثوار من العلويين بزعامة الحسين بن علي العابد بن الحسن المثلث بن الحسن المثنى بن الحسن السبط بن علي بن أبي طالب، وكان مع الحسين من بني عمومته إدريس وسليمان ويحيى أبناء عبد الله الكامل ساندا وشاركا في الثورة والحرب ونجوا من المعركة، وشارك معهم سليمان بن عبد الله الرضا وإبراهيم بن إسماعيل واستشهدا.
وفخ بفتح أوله وتشديد ثانية واد بمكة، قتل به الحسين بن علي العابد بن الحسن المثلث بن الحسن المثنى بن الحسن السبط بن علي بن أبي طالب العلوي يوم التروية سنة 169 ه‍ وقتل معه جماعة من أهل بيته، وفيه دفن عبد الله بن عمرو جماعة من الصحابة. قاله في (مراصد الاطلاع). وتعرف فخ اليوم باسم حي الشهداء في العصر الحديث بمكة المكرمة.

## أسباب المعركة ووقائعها
بعد مقتل الإمام الحسين بن علي بن أبي طالب ابن بنت رسول الله في معركة كربلاء، وفشل ثورة محمد النفس الزكية بن عبد الله الكامل بن الحسن المثنى بن الحسن السبط وفشل ثورة أخيه إبراهيم بن عبد الله الكامل؛ بعد فشل تلك الثورات قامت حركات أخرى لعلويين في اليمن وخراسان، لكنها لم تلقَ نجاحًا، وأصابها مثل ما أصاب ما قبلها من ثورات، وعاش من بقي من آل البيت العلوي في هدوء، وربما استخفوا حتى يتمكنوا من إعداد العدة للخروج وهم مكتملو القوة والعدد، وظلت الأمور على هذا النحو من التربص والانتظار حتى حدث نزاع صغير بين والي المدينة المنورة وبعض رجال من آل البيت العلويين حيث أساء التعامل معهم، وأغلظ القول لهم، فحرك ذلك مكامن الثورة في نفوسهم، وأشعل الحمية في قلوبهم، فثار بعض العلويين في المدينة بقيادة الحسين بن علي بن الحسن المثلث بن الحسن المثنى العلوي، وانتقلت الثورة إلى مكة بعد أن أعلن الحسين البيعة لنفسه، وأقبل الناس عليه يبايعونه.
ولما انتهى خبر هذه الثورة إلى الخليفة العباسي موسى الهادي، أرسل جيشًا على وجه السرعة للقضاء على الثورة، قبل أن يمتد لهيبها إلى مناطق أخرى؛ فيعجز عن إيقافها، فتحرك الجيش العباسي إلى مكة، والتقى بالثائرين وهم محرمون في طريقهم للحج في (8 من ذي الحجة 169هـ = 11 من يونيو 786م) في معركة عند مكان يسمى «فخ» يبعد عن مكة بثلاثة أميال، وانتهت المعركة بهزيمة جيش الإمام الحسين بن علي الفخي، وإستشهاده هو وجماعة من أصحابه.

## نتائج المعركة
من نتائج معركة فخ بالقرب من مكة، مقتل الحسين بن علي العابد المتزعّم للثورة وجلُّ من كان معه وفي صفّه:
- مقتل الحسين بن علي (العابد) بن الحسن المثلث العلوي

قلنا[من؟] أن من ولد علي العابد بن الحسن المثلث العلوي، الحسين بن علي وهو الشهيد صاحب فخ، خرج ومعه جماعة من العلويين زمن الهادي موسى بن المهدى بن المنصور بمكة، وجاء موسى بن عيسى بن علي ومحمد بن سليمان بن المنصور فقتلاهم بفخ يوم التروية سنة تسع وستين ومائة 169 هـ. وقيل سنة سبعين، وحملا رأسه إلى الهادي فأنكر الهادي فعلهما وإمضاءهما حُكم السيف فيهم دون رأيه، ونقل أبو نصر البخاري عن محمد الجواد بن علي الرضا أنه قال لم يكن لنا بعد الطف (يعني يوم الطف أي ومن مراثي الحسين ومن معه، أذكر ما جاشت به قريحة عيسى بن عبد الله الطالبي:
ومما قال داود بن سلم: